# Сигневецька сільська рада
Сигневецька сільська́ ра́да (біл. Сігневіцкі сельсавет) — адміністративно-територіальна одиниця у складі Березівського району Берестейської області Білорусі. Адміністративний центр — село Сигневичі.

## Історія
17 вересня 2013 року до складу Сигневецької сільської ради увійшли територія та населені пункти ліквідованої Борківської сільської ради.

## Склад
Населені пункти, що підпорядковувалися сільській раді станом на 2009 рік:
| Населений пункт  | Тип  | Населення, осіб (2009) |
| ---------------- | ---- | ---------------------- |
| Бармути          | село | 16                     |
| Борки            | село | 300                    |
| Великі Лесковичі | село | 244                    |
| Винин            | село | 45                     |
| Голиці           | село | 77                     |
| Заріччя          | село | 68                     |
| Кошелево         | село | 56                     |
| Маревиль         | село | 688                    |
| Мар'яново        | село | 37                     |
| Минки            | село | 55                     |
| Михалки          | село | 62                     |
| Пешки            | село | 116                    |
| Ревятичі         | село | 789                    |
| Свадьбичі        | село | 29                     |
| Сигневичі        | село | 327                    |
| Соболи           | село | 88                     |
| Черняково        | село | 2                      |
| Шлях-Пуща        | село | 55                     |
| Ястребель        | село | 344                    |

## Населення
За переписом населення Білорусі 2009 року чисельність населення сільської ради становила 2618 осіб.

### Національність
Розподіл населення за рідною національністю за даними перепису 2009 року:
| Національність            | Осіб | Відсоток |
| ------------------------- | ---- | -------- |
| білоруси                  | 2330 | 89,00 %  |
| поляки                    | 139  | 5,31 %   |
| росіяни                   | 93   | 3,55 %   |
| українці                  | 43   | 1,64 %   |
| молдовани                 | 5    | 0,19 %   |
| німці                     | 3    | 0,11 %   |
| національність не вказана | 3    | 0,11 %   |
| латиші                    | 1    | 0,04 %   |
| башкири                   | 1    | 0,04 %   |
| Разом                     | 2618 | 100 %    |